# 蚕桑駅
蚕桑駅（こぐわえき）は、山形県西置賜郡白鷹町高玉にある山形鉄道フラワー長井線の駅である。

## 歴史
- 1922年（大正11年）12月11日：長井線長井 - 鮎貝間開通と共に開業[1]。
- 1964年（昭和39年）4月1日：業務委託駅となる[3]。
- 1984年（昭和59年）3月19日：無人化[2]（簡易委託化[3]）。
- 1987年（昭和62年）4月1日：国鉄分割民営化に伴い、JR東日本の駅となる[1]。
- 1988年（昭和63年）10月25日：山形鉄道へ移管[1][4]。
- 1994年（平成6年）4月1日：駅舎改築。簡易委託廃止[3]。

## 駅構造
単式ホーム1面1線の地上駅。
かつては相対式ホームを持ち列車の行き違いが可能で、駅の前後で線路がS字カーブになっている。廃止された下りホーム跡には防雪林が設けられている。また、赤湯方から分岐する形で駅舎側に側線が設けられていた。駅舎改築と周辺整備が行われた現在は側線跡は駐車場となったが、ホームの一部が残っている。

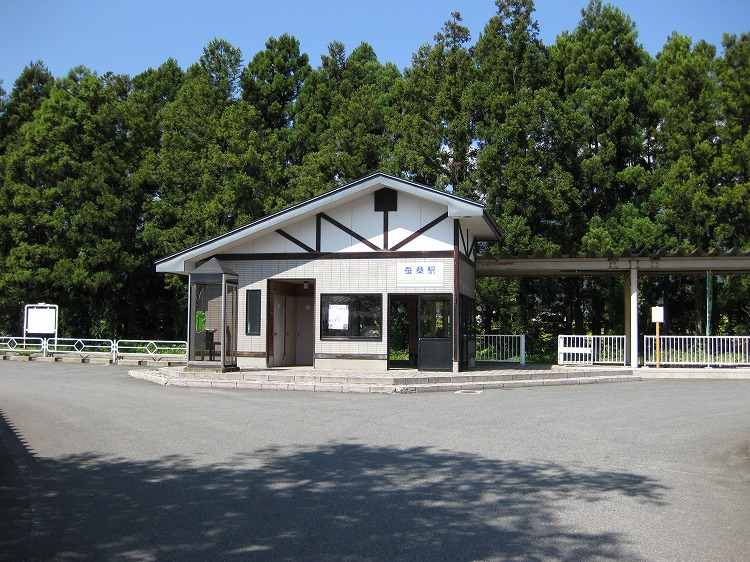
駅前
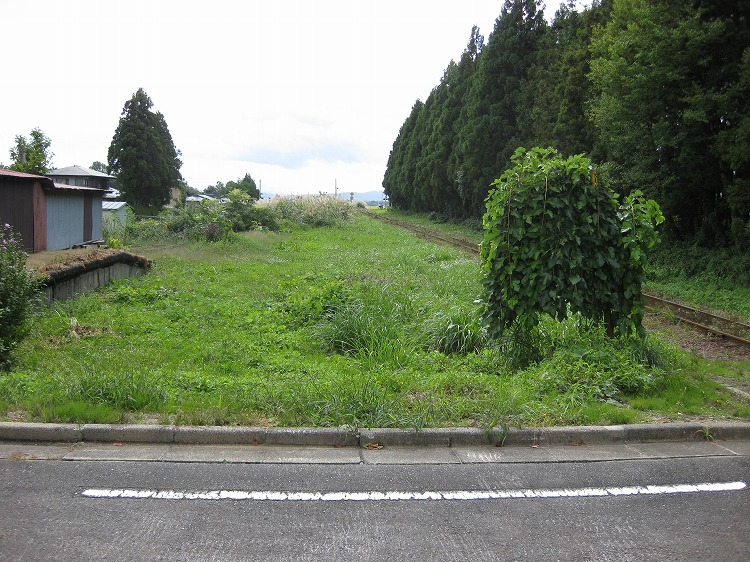
駐車場脇の側線跡
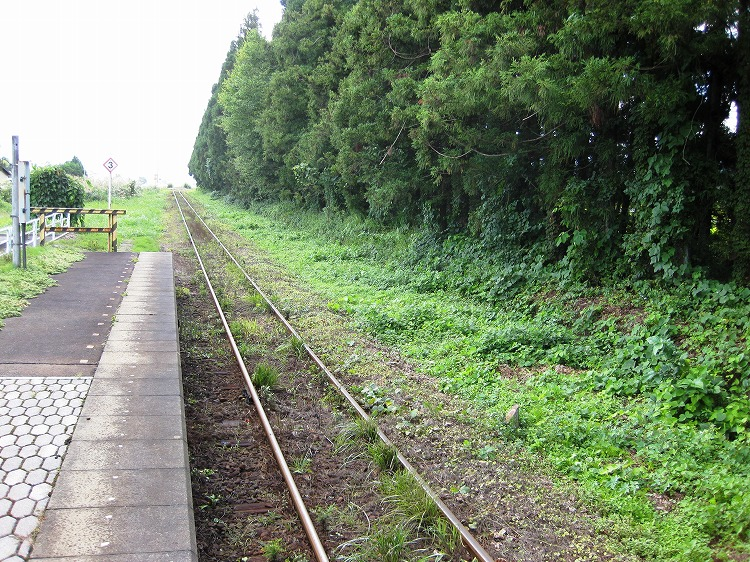
下りホーム跡と防雪林

## 利用状況
2017年度の1日平均乗車人員は26人である。
| 乗車人員推移 | 乗車人員推移 |
| 年度         | 1日平均人数  |
| ------------ | ------------ |
| 1997         | 36           |
| 1998         | 35           |
| 1999         | 48           |
| 2000         | 47           |
| 2001         | 44           |
| 2002         | 44           |
| 2003         | 41           |
| 2004         | 42           |
| 2005         | 39           |
| 2006         | 37           |
| 2007         | 35           |
| 2008         | 34           |
| 2009         | 33           |
| 2010         | 33           |
| 2011         | 33           |
| 2012         | 32           |
| 2013         | 29           |
| 2014         | 28           |
| 2015         | 27           |
| 2016         | 26           |
| 2017         | 26           |

## 駅周辺
- 最上川
- 大鮎貝川
- 東高玉公民館
- むつみ飛行場

## こぐわ紬パーク
1994年（平成6年）4月1日に地元の白鷹町による駅舎改築と周辺整備が完成し、「こぐわ紬パーク」となった。
パーク内には蚕桑駅・遊具がある広場・雪舟町（そりまち）公民館・屋内運動場・駐車場が設けられている。
また入り口には、近くの大鮎貝川に架かる鮎貝沢橋（山形県道9号長井大江線）の旧橋にあった親柱が一対保存されている。

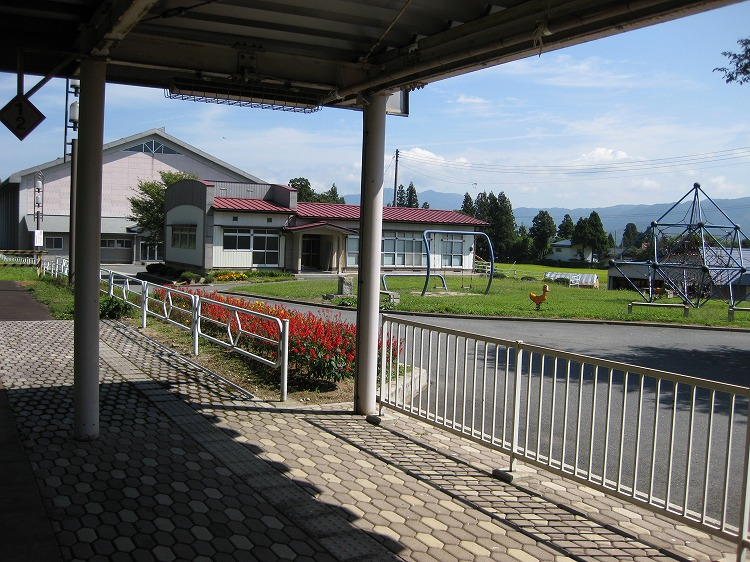
遊具の向こうにある雪舟町公民館と屋内運動場
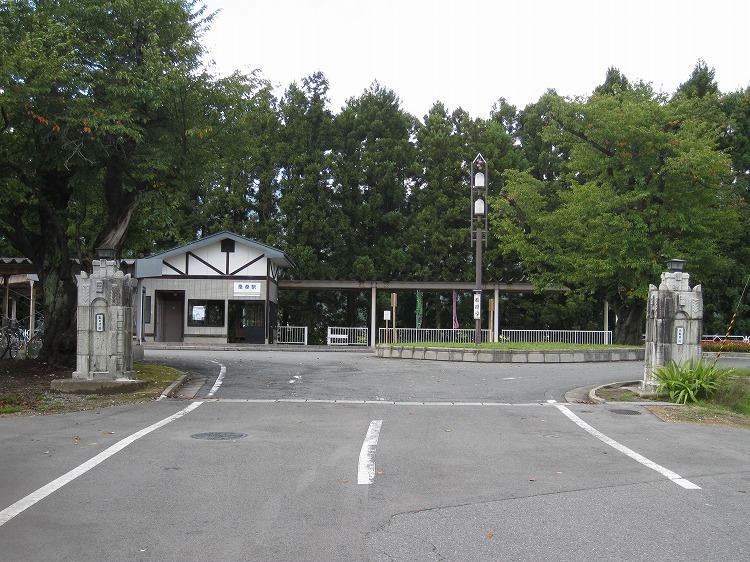
パーク入り口に保存されている旧鮎貝沢橋の親柱

## 隣の駅
山形鉄道
■フラワー長井線
白兎駅 - 蚕桑駅 - 鮎貝駅